# چاپلین ۳۶۲۳
سیارک ۳۶۲۳ (به انگلیسی: 3623 Chaplin، نامگذاری:1981TG2) سه هزار و ششصد و بیست و سومین سیارک کشف شده‌است که در ۴ اکتبر ۱۹۸۱ کشف شد.
قدر مطلق سیارک برابر ۱۲٫۱۰ است.